# Pandanus augustianus
Pandanus augustianus är en enhjärtbladig växtart som beskrevs av Lucien Linden och Émile Rodigas. Pandanus augustianus ingår i släktet Pandanus och familjen Pandanaceae. Inga underarter finns listade.